# Idrimi
Idrimi era rei d'Alalakh cap als anys 1480 aC.
Idrimi era fill del rei Ilim-Ilimma I de Iamkhad (Khalap o Alep) i d'una reina que era princesa de la ciutat d'Emar. El regne d'Ilim-Ilimma abraçava Alep, i els estats vassalls de Mukish (Alalakh), Niya i Amae. Alguna cosa que va passar a Alep ("un fet malvat" diu el rei a la seva biografia) el va obligar a fugir a Emar. No s'expliquen els fets però cal suposar que es va tractar de la revolta del seu pare contra el rei Barattarna de Mitanni, que poc abans li hauria imposat la seva sobirania; el mateix Idrimi diu que els seus avantpassats havien fet tractats amb els reis hurrites; la seva expulsió implicaria que els hurrites van derrotar la revolta i es van imposar. Unes fonts diuen que Idrimi i el seu pare eren prínceps hurrites rebels, però altres pel contrari pensen que justament la dinastia va ser enderrocada per la seva oposició als hurrites.
Finalment va aconseguir ser reconegut rei d'Alalakh per Barattarna, rei de Mitanni, del que en va ser vassall. El seu regne va rebre el nom de Mushki i dominava la zona de la desembocadura del riu Orontes. La capital era Alalakh. Va participar en les lluites contra Kizzuwatna.
La seva biografia és coneguda per una inscripció a una estàtua trobada a les excavacions d'Alalakh l'any 1939, avui a la col·lecció del Museu Britànic, que explica que va ser expulsat d'Àlep (suposadament per Barattarna) amb la seva família. Idrimi era més ambiciós que els seus germans grans i va deixar a la família en seguretat a Emar, va agafar el seu cavall i el carro i va sortir cap al territori dels nòmades suteus on va passar una nit, i des allí es va dirigir a Ammnia o Ammija a Canaan, habitada pels habiru (que s'ha pensat que podien ser els hebreus, cosa discutida) on va trobar "nadius del regne del seu pare" que el van reconèixer com el "fill del seu senyor" i van esdevenir els seus servidors. Durant uns set anys es va estar a Ammnia, reunint experiència personal i forces entorn d'ell. Al cap de set anys presagis d'ocells i ovelles li van fer saber que havia arribat l'hora del retorn; va construir alguns vaixells en els que va concentrar les seves forces i va sortir cap a Mukish, a la desembocadura de l'Orontes, terra que havia estat de son pare. Només desembarcar va trobar gent disposada a unir-se a la seva causa i que li van oferir regals i tributs. Sense lluita Idrimi es va apoderar de Niya, Amae, Mukish i Alalakh. Quan els seus germans se'n van assabentar, van renovar l'amistat amb Idrimi (per causes que no s'esmenten a la biografia, ja que el text s'havia trencat) i van anar a residir al nou regne. Durant set anys Idrimi va combatre amb Barattarna, intentant recuperar Khalap, però al no aconseguir-ho va enviar un missatger de nom Anuanda al rei de Mitanni en el qual s'anomena "rei en càrrec d'Alalakh" i recorda els serveis anteriors de la seva dinastia als hurrites, demanant la pau i el reconeixement del seu dret a ser rei. Una vegada reconegut el dret va ser un lleial súbdit del rei hurrita. Va fer un tractat amb Pilliya de Kizzuwatna, i va entrar a terres hitites que va saquejar: segons explica va destruir set fortaleses Pasahe, Damarut-re’i, Hulakhkhan, Zise, Ie, Uluzina i Zaruna sense reacció de la part del rei hitita ("el país d'Hatti no va anar contra mi i jo podia fer el que volia"). Es va repartir el botí entre els soldats i auxiliars, i entre els seus germans i amics, i el mateix en va rebre una part; després va entrar en triomf a Alalakh. El rei amb les riqueses saquejades va augmentar el seu rang i el dels seus (germans, família, guàrdia…). Va cridar al país als nòmades suteus i els va establir allí i va embellir les ciutats i no es va descuidar de fer generoses ofrenes als déus. Va regnar uns trenta anys i va deixar al tron al seu fill Niq-mepa (Addunirari)
Basant-se en aquesta història alguns han volgut veure en els habiru als hurrites, ja que Idrimi era d'una casa d'Emar, ciutat governada per un hurrita, i quan va anar a Canaan els habiru (que serien hurrites emigrats al sud) el van reconèixer com el fill del seu rei.